# Línguas delaware
Línguas delaware ou línguas lenapes são os nomes usados costumeiramente para se referir, de maneira coletiva, a dois idiomas próximos, o munsee e o unami, que fazem parte do subgrupo oriental das línguas algonquinas. O munsee e o unami eram falados pelos lenapes, povos indígenas naturais da área da atual cidade de Nova York, nos Estados Unidos, incluindo o oeste de Long Island, Manhattan, Staten Island, bem como as áreas adjacentes do continente (sudeste do estado de Nova York, leste da Pensilvânia, Nova Jersey e o litoral de Delaware).
O munsee e o unami - que por sua vez são grupos de idiomas - nunca foram grupos unidos política ou linguisticamente, e os termos delaware, munsee e unami são posteriores ao período de consolidação destas entidades locais. A utilização mais antiga do termo munsee foi registrada em 1727, e de unami em 1757. Os termos utilizados hoje em dia eram aplicados anteriormente aos grupos maiores de populações, resultado do deslocamento gradual destas populações e das consolidações de grupos menores, processo que teve como resultado a expulsão de virtualmente todos os povos falates do delaware de suas terras natais para locais no interior do país, como Oklahoma, Kansas, Wisconsin, o interior do estado de Nova York e até para o Canadá.
Dois grupos distintos de falantes do unami surgiram no Oklahoma no fim do século XIX, os Delaware Registrados (Cherokee) nos condados de Washington, Nowata e Craig, e os Delaware Ausentes, do condado de Caddo; o último falante fluente do idioma morreu na década de 1990. Existem atualmente trabalhos de revitalização do idioma sendo realizados pela Tribo Delaware.
Igualmente afetados pela consolidação e dispersão, os grupos munsee mudaram-se para diversas localidades no sul do Ontário já no fim do século XVIII, para Moraviantown, Munceytown e Seis Nações. Diversas ondas migratórias diferentes levaram os grupos de falantes do munsee a se deslocar também para Stockbridge, no Wisconsin, Cattaraugus, Nova York, e para o Kansas. Hoje em dia o munsee sobrevive apenas em Moraviantown, onde não existem mais de um ou dois indivíduos que falam fluentemente o idioma.

## Classificação
O munsee e o unami são classificados na família linguística algonquina, no seu subgrupo oriental.
As línguas da família algonquina constituem um grupo de idiomas historicamente próximos, descendentes de um idioma comum, o proto-algonquino. Os idiomas algonquinos são falados por todo o Canadá, das Montanhas Rochosas à costa do Atlântico, nas Grandes Planícies dos Estados Unidos, ao sul dos Grandes Lagos e na costa atlântica daquele país. Diversos idiomas algonquinos estão extintos atualmente.
As línguas algonquinas orientais eram faladas na costa do Atlântico, das províncias marítimas do Canadá até a Carolina do Norte. Diversas são conhecidas apenas por registros extremamente fragmentários. O algonquino oriental é considerado um subgrupo genético dentro da família algonquina, ou seja, as línguas algonquinas orientais têm em comum um número suficiente de inovações para sugerir que descendem da mesma fonte, o proto-algonquino oriental, que por sua vez viria do proto-algonquino.
A proximidade linguística do munsee e do unami indica que as duas variantes partilham um ancestral comum imediato, que pode ser chamado de delaware comum; os dois idiomas acabaram por divergir depois de se "separar" do delaware comum.
Diversas inovações fonológicas indicam um subgrupo genético que consiste das línguas delaware e do moicano, por vezes chamado de delawarense. Ainda assim o unami e o munsee estão mais próximos entre si do que estão do moicano; existem evidências históricas que sugerem aspectos em comum entre o moicano e o munsee.
A linha de ascendência histórica do idioma seria, portanto: Proto-algonquino > Proto-algonquino oriental > Delawarense > Delaware comum + moicano, com o delaware comum se dividindo em munsee e unami.